# Peltidium perturbatum
Peltidium perturbatum is een eenoogkreeftjessoort uit de familie van de Peltidiidae. De wetenschappelijke naam van de soort is voor het eerst geldig gepubliceerd in 1968 door Geddes.